# Макарченко Олександр Федорович
Олекса́ндр Фе́дорович Мака́рченко (22 жовтня 1903, Маріуполь — 5 липня 1979, Київ) — організатор і перший директор Львівського медичного інституту в 1939—1941 роках, директор Інституту фізіології АН УРСР (1955—1969), доктор медичних наук, лауреат премії ім. О. Богомольця АН УРСР, заслужений діяч науки УРСР, дійсний член (академік) Академії Наук УРСР (з 1961 року).

## Життєпис
Народився у Маріуполі в родині робітника ливарні, з 12 років працював. 1929 року закінчив робітничий факультет при Харківському медичному інституті, у 1933 році й сам медичний інститут.
У 1933—1936 роках був аспірантом кафедри нервових хвороб ХМІ, одночасно працював інспектором Харківського облздороввідділу. Також у 1933—1935 роках був заступником завідувача Київського облздороввідділу. З 1937 по 1939 року був директором Харківського інституту удосконалення лікарів.
У 1941 році захистив дисертацію на здобуття наукового ступеня кандидата медичних наук.
В 1939 році був організатором і до 1941 року першим директором Львівського медичного інституту, де паралельно працював асистентом кафедри неврології. За спогадами польського професора Томаша Чешиньського, у 1939 році Макарченко шукав декана медичного факультету. Йому сподобалася кандидатура молодого викладача Болеслава Ялового. Щоб переконати Ялового очолити факультет, він покликав його до себе додому на «вино й фрукти». Замість цього гостя почастували горілкою та солоними огірками, що й призвело до призначення декана. З Москви також Макарченко запросив фармаколога Володимира Вольтера.
У 1941—1942 роках — начальник управління медичних вишів Наркомату охорони здоров'я УРСР. У 1942—1944 роках був першим заступником народного комісара охорони здоров'я Таджицької РСР, паралельно працював доцентом кафедри неврології Таджицького медичного інституту. З 1944 до 1947 року був завідувачем сектору охорони здоров'я ЦК КП(б)У, а з 1947 до 1949 року — заступником міністра охорони здоров'я Української РСР із загальних питань. У 1949—1950 роках обіймав посаду заступника міністра охорони здоров'я СРСР.
З 1950 до 1953 року був докторантом кафедри неврології Київського інституту вдосконалення лікарів. 1954 року здобув науковий ступінь доктора медичних наук, став лауреатом премії Академії Наук УРСР імені О. Богомольця.
У 1953—1979 роках завідував відділом неврології і нейрофізіології Інституту фізіології АН УРСР, у 1953—1955 роках був заступником директора інституту, в 1956—1966 роках — його директор. Одночасно з квітня 1962 до серпня 1963 року — віцепрезидент Академії наук Української РСР.

Меморіальна дошка Олександру Макарченку

Помер 1979 року. Невдовзі на будівлі Інституту фізіології було встановлено меморіальну дошку.

## Наукова діяльність
У 1933—1941 роках вивчав вплив кори головного мозку на хімічний склад крові та азотистий обмін в організмі. У докторській дисертації (1954) вивчав вплив інтоксикації марганцем на функції нервової системи, цьому ж була присвячена монографія, за яку Макарченко отримав Премію АН УРСР імені О. О. Богомольця.
Макарченко досліджував кірково-підкіркові взаємозв'язки, роль гіпоталамуса в інтеграції діяльності кори та функції вегетативної нервової системи. Також розробляв питання філософії та методології фізіології.
Підготував 4 докторів та 6 кандидатів наук.

### Важливі праці
- «Вплив кори головного мозку на біохімію крові» — дисертація кандидата медичних наук
- «Грип та нервова система» — монографія, 1963
- «Роль нейрогормональних систем гіпоталамусу в фізіології та патології» — монографія, 1978
- «Гіпоталамо-кортикальні впливи: нейрофізіологічні та нейрохімічні механізми» — монографія, 1980.

Загалом автор більше 150 наукових праць, з них 5 монографій.

### Академічні звання та посади
У 1957 році обраний членом-кореспондентом АН УРСР за спеціальністю «нейрофізіологія». У 1961 році обраний академіком АН УРСР за тією ж спеціальнстю. У 1961—1962 роках Макарченко очолював Бюро Відділення біологічних наук АН УРСР, надалі у 1962—1963 роках був віце-президентом АН УРСР.
Також очолював Наукову раду АН УРСР з фізіології людини та тварин, Українське наукове товариство невропатологів та психіатрів. Був головою Київського відділення Українського фізіологічного товариства імені І. П. Павлова, а також заступником голови цього товариства. Був відповідальним редактором «Фізіологічного журналу».

## Громадська та партійна діяльність
Член КПРС з 1928 року. Делегат XVIII З'їзду Комуністичної партії України у 1954 році, тричі обирався членом Київського обкому й міськкому КПУ, депутат Київської обласної ради депутатів та Київської міської ради. Тричі обирався секретарем партійного комітету АН УРСР.

## Нагороди
- 2 Ордени Трудового Червоного Прапора
- 2 Ордени Знак Пошани
- Почесна Грамота Президії Верховної Ради УРСР
- Знак «Відміннику охорони здоров'я»
- Премія АН УРСР імені О. О. Богомольця за монографію «Зміни нервової системи і характеристика вищої нервової діяльності при інтоксикації марганцем в клініці та експерименті» (1954)
- Заслужений діяч науки і техніки УРСР (1965)
- медалі[2]